# Калошино (Верхневолжское сельское поселение)
Калошино — деревня в Калининском районе Тверской области. Входит в состав Верхневолжского сельского поселения.

## География
Деревня находится в юго-восточной части Тверской области на расстоянии приблизительно 31 км на юг-юго-запад от города Тверь.

## История
Деревня (тогда Калошина) была отмечена на карте еще 1840 года. В 1859 году здесь (деревня Колошино Тверского уезда Тверской губернии) было учтено 8 дворов.

## Население
Численность населения: 82 человека (1859 год), 3 (русские 100 %) 2002 году, 1 в 2010.